# خلیل اکبر
خلیل اکبر یا خلیل‌آباد، روستایی در دهستان افرینه بخش افرینه شهرستان معمولان در استان لرستان ایران است.

## مقبره خلیل اکبر
مقبره خلیل اکبر در شهرستان معمولان دهستان افرینه، روستای خلیل اکبر واقع شده و این اثر در تاریخ ۵ آذر ۱۳۸۰ با شمارهٔ ثبت ۴۳۶۸ به‌عنوان یکی از آثار ملی ایران به ثبت رسیده است.
نام صاحب مقبره سازنده و بانی آن بر چهار چوب در قدیمی به طور برجسته کنده شده است که قطعات آن از یکدیگر جدا شده‌اند. با این وجود بعضی از صاحب نظران بر این باورند که خلیل اکبر یکی از پیشوایان مذهبی است که او را بابا گفته‌اند.
خلیل اکبر نیای طایفه بابایی پلدختر است.

### نوع گنبد
بنای مقبره خلیل اکبر دارای یک گنبد خانه با پلان مربع و یک ورودی الحاقی در قسمت شرقی آن است گنبد بر روی هشت طاق به شکل مخروطی با ارتفاع ۱۰ متر به صورت دو جداره و از آجر ساخته شده است.
مصالح بنا قلوه سنگ‌های طبیعی است که به وفور در منطقه یافت می‌شود و همراه با ملات گچ استفاده شده است. روی گنبد از آستری گچی پوشیده شده است.

### بناکنندگان
گنبد خلیل اکبر را دو تن از یزرگان طایفه بابایی در حدود چند قرن پیش بنا کرده اند.
روایتی شفاهی موجود است که نشان می دهد خلیل اکبر احتمالاً حدود ۱۲ قرن پیش می‌زیسته است.
و آن اینگونه است:
«ریش سفیدان طایفه بابایی می گویند: زمانی که خانواده امام رضا (ع) از سرزمین های عرب رهسپار می شوند تا به امام در مشهد ملحق شوند در میانه راه از طرف امام به آنها خبر می رسد که خلیفه قصد سرکوب شما را دارد از همانجا برگردید یا به مردمان همان منطقه لرستان و بختیاری و... پناه برید نتیجتاً جوانی از آنها به سمت باباییها می آید و دختری بنام بی بی گنجو که نامزد خلیل اکبر است را به عقد آن جوان در می آورند.»

## جمعیت
بر پایه سرشماری عمومی نفوس و مسکن در سال ۱۳۹۵، جمعیت این روستا برابر با ۲۳۰ نفر (۶۱ خانوار) بوده‌است.